# Kleiner Wall
Der Kleine Wall (auch Liebesinsel) ist eine Flussinsel der Havel in Berlin. Sie gehört zum Ortsteil Hakenfelde des Bezirks Spandau; sie trägt die Adresse Am Bootshaus 24.
Die ovale, 2.228 m² große Insel hat eine Länge von rund 80 und eine Breite von rund 35 Meter. Sie liegt im als Spandauer See bezeichneten Havelabschnitt gegenüber dem Spandauer Nordhafen und der Maselake-Bucht, 90 Meter unterhalb (südlich) der Spandauer-See-Brücke und 330 Meter nördlich der erheblich größeren Insel Eiswerder.
Die von Pappeln, Linden, Kastanien und Ahornbäumen bestandene Insel befindet sich in Privatbesitz. Auf der Insel befinden sich einige, dicht aneinander gebaute Pacht-Wochenendgebäude. Zentrales Gebäude ist das ehemalige Restaurant Zur Liebesinsel auf der Südhälfte der Insel. Die erst 1998 umgebaute und sanierte Gaststätte ist seit 2008 geschlossen. Zu Betriebszeiten war das Lokal nur mit einer restauranteigenen Fähre erreichbar, die per Telefon vom Havelufer aus angefordert werden konnte.
Das Gebäude soll um 1880 gebaut worden sein. Andere Angaben, nach denen das Haus 1905 von einem Spandauer Baumeister erbaut wurde, sind unwahrscheinlich, da bereits 1901 der Anglerverein Einigkeit Spandau 1901 in dieser Gaststätte seine Gründungsversammlung abhielt. Das schmale Haus verfügt über einen Turm, der angeblich nach dem Vorbild des Binger Mäuseturms errichtet wurde. Sehr wahrscheinlich wurde der „Spandauer Mäuseturm“ von der Spandauer Garnison als Aussichtspunkt genutzt. Denn sowohl der Kleine Wall wie auch die stromaufwärts gelegene Schwesterinsel Großer Wall dienten im ausgehenden 19. Jahrhundert militärischen Zwecken und Übungen. Das gegenüberliegende, westliche Havelufer an der Straße Havelschanze war Teil des Festungsbereichs des 1873 zur Festungsstadt ausgebauten Spandau und zählte zum 1. Bataillon des 3. Garde-Grenadier-Regiments „Königin Elisabeth“. Die Namensgebung der Inseln geht nach der Darstellung von Klaus-Dieter Wille auf diese Zeit der 1903 entfestigten Stadt zurück. So sei ‚Wall‘ hier kein geografischer, sondern ein militärischer Begriff. Auch der Zweitname Liebesinsel soll sich bereits in dieser Zeit gebildet haben, da die Soldaten die Insel als Liebesnest nutzten.
Zwischen etwa 1900 und 1930 trug die Gaststätte den Namen „Sportpark“, wurde aber bereits damals auch „Mäuseturm“ genannt. Eine 1963 erschienene Wassersportkarte nennt das Lokal ohne weitere Zusätze „Zur Liebesinsel“.